# Dicranomyia apicata
Dicranomyia apicata är en tvåvingeart. Dicranomyia apicata ingår i släktet Dicranomyia och familjen småharkrankar.

## Underarter
Arten delas in i följande underarter:
- D. a. apicata
- D. a. dominicensis
- D. a. subapicata